# 리병철 (정치인)
리병철(李炳哲, 1948년 ~ )은 조선민주주의인민공화국의 군인 겸 정치인이다. 조선인민군 원수로 조선로동당 당중앙군사위원회 부위원장 겸 당중앙위원이다. 최고인민회의 제12기 대의원이다.

## 경력
1992년 4월 인민군 중장을 거쳐, 2008년 4월 인민군 상장으로 진급했으며 인민군 공군사령부 사령관에 임명되었다. 2010년 4월 인민군 대장에 올랐다. 2010년 9월, 조선로동당 중앙군사위원회 위원 겸 당 중앙위원에 선임되었다. 그리고 그는 2020년 10월에 조선인민군 원수로 진급했으며 당 중앙위원회 정치국 상무위원 수준의 반열에 올랐으며 당 중앙군사위원회 부위원장에 선임되었다.

## 최고인민회의 대의원
1998년 최고인민회의 제10기 대의원으로 선출되었으며, 2003년 제11기 대의원을 지냈다. 2009년 4월 이후 제12기 대의원이다.

## 기타
2010년 조명록, 2011년 김정일 사망 당시에 국가장의위원회 위원을 맡았다.

## 해임
정치국 상무위원은 북한의 핵심 권력으로, 김정은 총비서를 비롯해 최룡해 최고인민회의 상임위원장, 조용원 당 조직비서, 리병철 당 중앙군사위원회 부위원장, 김덕훈 내각총리 등 5명으로 구성돼 있다. 그런데, 2021년 6월 29일 열린 노동당 제8기 제2차 정치국 확대회의에서 인민군 서열 1위인 리병철이 해임되었다. 군 서열 2위인 박정천 군 총참모장과 최상건 당 비서 겸 과학교육부장도 함께 경질되었다. 북한에 식량난이 발생했고, 이에 김정은이 2호미를 방출하라고 지시했는데, 인민군 서열 1위, 2위가 이를 제대로 집행하지 못했다는 관측이다.
2호미는 전시 상황을 대비해 북한 군인들이 3년간 먹을 수 있도록 비축한 쌀을 의미한다. 해마다 수확된 햅쌀은 2호미로 먼저 비축되고 2호미 내의 묵은 쌀이 협동농장 주민들에게 분배되는 방식으로 교체된다.
2021년 6월에 열린 노동당 중앙위 전원회의에서 김정은은 군량미를 풀어 주민들에게 공급하라는 내용의 특별명령서를 발령했다. 그런데 군 비축미인 2호미는 충분치 않았다. 군인들도 영양상태가 좋지 않아 군량미로 해결해 왔던 것이다. 하지만 김정은의 특별명령을 이행하기 위해 군에서는 방역수칙을 위반하면서 특수무역 단위를 통해 해외에서 쌀을 들여왔다가 이 같은 사실이 적발되면서 문제는 일파만파로 번지게 됐다.